# Benculu (cidade)
Benculu (em indonésio: Kota Bengkulu) é uma cidade na costa oeste de Sumatra, Indonésia. A cidade é a capital da província de Benculu.